# Яровка (Черновицкая область)
Яро́вка (укр. Ярі́вка) — село в Хотинской городской общине Днестровского района Черновицкой области Украины.

## История
Ранее село называлось Гиждев (Гиждеу), от румынского названия Hajdeu de Sus. В 1619 году первое документальное упоминание села под именем Hâjdău (Хыждэу).
В 1946 году Указом ПВС УССР село Гиждев переименовано в Яровку.
Население по переписи 2001 года составляло 1223 человека.
До 2020 года входило в Хотинский район

## Известные уроженцы
- В селе родился П. Ф. Болбочан — полковник, военный деятель УНР.